# Campoplex phthorimaeae
Campoplex phthorimaeae är en stekelart som först beskrevs av Joseph Augustine Cushman 1915.  Campoplex phthorimaeae ingår i släktet Campoplex och familjen brokparasitsteklar. Inga underarter finns listade.